# Настоящие олени
Настоящие олени (лат. Cervus) — род парнокопытных животных из семейства оленевых.

## Классификация
Существует несколько вариантов классификации рода Cervus.
Раньше считалось, что род состоит из 11 видов:
- Cervus albirostris — Беломордый олень
- Cervus alfredi — Филиппинский пятнистый олень
- Cervus canadensis — Вапити
- Cervus duvaucelii — Барасинга
- Cervus elaphus — Благородный олень — более 15 подвидов
  - Cervus elaphus elaphus
  - Cervus elaphus bactrianus
  - Cervus elaphus barbarus
  - Cervus elaphus brauneri
  - Cervus elaphus hanglu
  - и другие
- Cervus eldii — Олень-лира
- Cervus mariannus — Филиппинский замбар
- Cervus nippon — Пятнистый олень
- Cervus schomburgki — Олень Шомбурга † — вымер в 1938 году.
- Cervus timorensis — Гривистый замбар
- Cervus unicolor — Индийский замбар

По классификации Bucknell University, основанной на генетических исследованиях разных видов оленей, в этом роде только два вида:
- Благородный олень (Cervus elaphus) и
- Пятнистый олень (Cervus nippon)

при этом выделяют 18 подвидов первого (во другом случае 11 из них относят к отдельному виду вапити) и 16 второго. Вапити и его подвиды присоединяют к благородному оленю. Остальные виды выделяют в отдельные близкородственные роды.